# Sophia Junk
Sophia Junk (Konz, 1° marzo 1999) è una velocista tedesca.

## Progressione

### 60 metri piani
| Stagione | Misura  | Luogo        | Data      | Rank. Mond. |
| -------- | ------- | ------------ | --------- | ----------- |
| 2025     | 7"20(i) | Apeldoorn    | 9-3-2025  |             |
| 2024     | 7"38(i) | Erfurt       | 2-2-2024  |             |
| 2022     | 7"22(i) | Lipsia       | 26-2-2022 |             |
| 2021     | 7"36(i) | Erfurt       | 2-2-2021  |             |
| 2020     | 7"40(i) | Ludwigshafen | 25-1-2020 |             |
| 2019     | 7"47(i) | Lussemburgo  | 19-1-2019 |             |
| 2018     | 7"39(i) | Halle        | 24-2-2018 |             |
| 2017     | 7"54(i) | Ludwigshafen | 22-1-2017 |             |
| 2016     | 7"59(i) | Ludwigshafen | 24-1-2016 |             |
| 2015     | 7"77(i) | Ludwigshafen | 18-1-2015 |             |
| 2014     | 8"15(i) | Ludwigshafen | 18-1-2014 |             |

### 100 metri piani
| Stagione | Misura | Luogo           | Data      | Rank. Mond. |
| -------- | ------ | --------------- | --------- | ----------- |
| 2025     | 11"21  | Regensburg      | 14-6-2025 |             |
| 2024     | 11"26  | Mannheim        | 20-5-2024 |             |
| 2023     | 11"55  | Rhede           | 25-6-2023 |             |
| 2022     | 11"42  | Wetzlar         | 11-6-2022 |             |
| 2021     | 11"30  | Koblenz         | 26-6-2021 |             |
| 2020     | 11"42  | Regensburg      | 26-7-2020 |             |
| 2019     | 11"46  | Mannheim        | 30-6-2019 |             |
| 2018     | 11"48  | Regensburg      | 3-6-2018  |             |
| 2017     | 11"52  | Regensburg      | 10-6-2017 |             |
| 2016     | 11"78  | Mönchengladbach | 30-7-2016 |             |
| 2015     | 11"85  | Trier           | 30-5-2015 |             |
| 2014     | 12"47  | Schifflange     | 3-8-2014  |             |
| 2013     | 13"12  | Landau          | 22-6-2012 |             |

### 400 metri piani
| Stagione | Misura   | Luogo           | Data      | Rank. Mond. |
| -------- | -------- | --------------- | --------- | ----------- |
| 2025     | 22"53    | Madrid          | 29-6-2025 |             |
| 2024     | 23"73(i) | Dortmund        | 4-2-2024  |             |
| 2023     | 23"68    | Rhede           | 25-6-2023 |             |
| 2022     | 23"27    | Eugene          | 18-7-2022 |             |
| 2021     | 22"87    | Tallinn         | 10-7-2021 |             |
| 2020     | 23"42    | Wetzlar         | 18-7-2020 |             |
| 2019     | 23"38    | Berlino         | 4-8-2019  |             |
| 2018     | 23"40    | Weinheim        | 26-5-2018 |             |
| 2017     | 23"35    | Ulma            | 5-8-2017  |             |
| 2016     | 24"07    | Mönchengladbach | 31-7-2016 |             |
| 2015     | 24"17    | Jena            | 2-8-2015  |             |

## Palmarès
| Anno | Manifestazione  | Sede      | Evento      | Risultato  | Prestazione | Note                                     |
| ---- | --------------- | --------- | ----------- | ---------- | ----------- | ---------------------------------------- |
| 2017 | Europei U20     | Grosseto  | 200 m piani | Argento    | 23"45       |                                          |
| 2017 | Europei U20     | Grosseto  | 4x100 m     | Oro        | 43"44       |                                          |
| 2018 | Mondiali U20    | Tampere   | 200 m piani | 5ª         | 23"55       | Miglior prestazione personale stagionale |
| 2018 | Mondiali U20    | Tampere   | 4x100 m     | Oro        | 43"82       | [ 1 ]                                    |
| 2019 | World Relays    | Yokohama  | 4×200 m     | 5ª         | 1'34"92     |                                          |
| 2019 | Europei U23     | Gävle     | 200 m piani | 5ª         | 23"53       | Miglior prestazione personale            |
| 2019 | Europei U23     | Gävle     | 4x100 m     | Oro        | 43"45       |                                          |
| 2021 | Europei U23     | Tallinn   | 200 m piani | Argento    | 22"87       | Miglior prestazione personale            |
| 2021 | Europei U23     | Tallinn   | 4x100 m     | Oro        | 43"05       | Record dei campionati                    |
| 2022 | Mondiali        | Eugene    | 200 m piani | Batteria   | 23"27       |                                          |
| 2024 | Europei         | Roma      | 4x100 m     | 4ª         | 42"61       |                                          |
| 2024 | Giochi olimpici | Parigi    | 4x100 m     | Bronzo     | 41"97       | [ 2 ]                                    |
| 2025 | Europei indoor  | Apeldoorn | 60 m piani  | Semifinale | 7"21        | [ 3 ]                                    |
| 2025 | World Relays    | Guangzhou | 4x100 m     | Finale     | dnf         | [ 4 ]                                    |

## Altre competizioni internazionali
2025
- Bronzo ai Campionati europei a squadre di atletica leggera ( Madrid), 200 metri piani - 23"53
- Bronzo ai Campionati europei a squadre di atletica leggera ( Madrid), staffetta 4x100 metri - 42"52